# Polymeridium flavothecium
Polymeridium flavothecium är en lavart som beskrevs av R. C. Harris. Polymeridium flavothecium ingår i släktet Polymeridium och familjen Trypetheliaceae.   Inga underarter finns listade i Catalogue of Life.